# Flavonol

Estrutura de um flavonol, são indicados os números referentes as posições dos substituintes.

Um flavonol é uma classe de flavonoides que tem a estrutura 3-hidroxiflavona (nome IUPAC: 3-hidroxi-2-fenilcromen-4-ona). Sua diversidade provém das diferentes posições dos grupos fenólicos -OH. São distintos dos flavanóis (com um "a", como a catequina), outra classe de flavonóides.
Flavonóis estão presentes em uma grande variedade de frutas e vegetais. Nas populações ocidentais, a ingestão diária estimada está na faixa de 20–50 mg por dia de flavonóis. A ingestão individual varia dependendo do tipo de dieta consumida.
O fenômeno da dupla fluorescência (devido a estado excitado intramolecular por transferência de prótons ou ESIPT, de excited state intramolecular proton transfer) é induzido por tautomerismo de flavonóis (e glicosídeos) e poderia contribuir para prover proteção UV e coloração de flores em vegetais.

## Flavonóis
| Nome             | Nome IUPAC                                              | 5    | 6 | 7  | 8 | 2' | 3' | 4' | 5' | 6' |
| ---------------- | ------------------------------------------------------- | ---- | - | -- | - | -- | -- | -- | -- | -- |
| 3-hidroxiflavona | 3-hidroxi-2-fenilcromen-4-ona                           | H    | H | H  | H | H  | H  | H  | H  | H  |
| Azaleatina       | 2-(3,4-diidroxifenil)-3,7-diidroxi-5-metoxicromen-4-ona | OCH3 | H | OH | H | H  | H  | OH | OH | H  |